# Rinaldo Corso
Rinaldo Macone, detto Corso (Verona, 15 febbraio 1525 – Strongoli, 1582 circa), è stato un letterato, magistrato e vescovo cattolico italiano.

## Biografia
Letterato, giurista, magistrato e infine vescovo, era figlio dei correggesi Ercole Macone, condottiero, e Margherita Merli, nobildonna: nacque verosimilmente a Verona - poiché il padre, già al soldo degli Estensi, serviva in quel periodo la Repubblica di Venezia - e deve l'epiteto Corso al nonno paterno, che dalla natìa Corsica era migrato in Emilia verso il 1460.
Quando il colonnello Macone morì, il 15 agosto 1526 nell'assedio di Cremona, la Merli con il figlioletto rientrò a Correggio, dove Rinaldo avrebbe vissuto buona parte di una vita intensa e avventurosa, facendovi ritorno da trasferte e soggiorni in varie città italiane (Venezia, Bologna, Urbino, Ancona, Vasto, Roma, Napoli, Benevento), a Malta e Cipro: prima per ragioni di studio, poi per motivi politici, quindi per incarichi diplomatici, infine per il ruolo sempre crescente nel clero, culminato nella nomina a vescovo di Strongoli, dov'è sepolto.
Nel 1546 si laureò in giurisprudenza a Bologna e divenne milite del neonato ordine equestre dei Cavalieri Lauretani. In quegli anni prese parte attivamente all'accademia fondata a Correggio da Veronica Gambara, poetessa nonché signora della città in quanto vedova del conte Giberto X, legata alla famiglia Merli; nello stesso periodo il Còrso sposò la donna che poi segnerà drammaticamente la sua vita, Lucrezia Lombardi (nipote del medico e filosofo Giambattista, detto dei Marchesini, docente negli atenei di Bologna e Ferrara e mecenate dell'Allegri), e scrisse la propria opera più famosa, l'innovativa grammatica intitolata Fondamenti del parlar thoscano, edita a Venezia nel 1549 e dedicata alla consorte.
Quando (1550) morì la Gambara – di cui curò l'epitaffio latino – Rinaldo diede vita all'accademia dei Filogariti (“Amanti delle Grazie”), e nel 1554 scrisse Gli Honori della casa di Correggio, operetta in ottave e intermezzi musicali da lui stesso creati, data alle stampe due anni dopo in Ancona.
Intellettuale eclettico e prolifico, si cimentò in grammatica, poesia, musica, teatro, estetica pittorica ma anche in testi giuridici e tecnici, come un trattato d'idraulica agricola, una “ordinanza” su catasto e fogne, una storia di san Quirino (patrono cittadino), un trattato sul ballo, traduzioni di Virgilio, biografie di personaggi locali e altro ancora.
Eletto giudice e priore del Collegio dei notai di Correggio, firmò nel 1555 l'altro lavoro che lo rese celebre, Delle private rappacificazioni, un manuale senza precedenti sui concordati extragiudiziali, che analizza i motivi di lite ed indica i percorsi di conciliazione: un testo che ebbe ripetute edizioni, compresa una in latino, curata dallo stesso autore per dedicarla al papa Pio IV.
Il 1557 è l'anno della prima separazione dalla moglie, che lo abbandonò e perciò venne diseredata, e dei primi problemi “politici”, legati alle mutevoli posizioni dei Da Correggio nella guerra fra papato (“Lega sacra”) e impero: fu infatti accusato d'aver orchestrato il “ribaltone” di due cugini del conte Girolamo, passati con il papa, e Rinaldo scampò al linciaggio facendo pubblica dichiarazione di estraneità all'episodio; ma qualche settimana dopo, proprio le milizie papaline distrussero le sue proprietà extra moenia. Già nel 1558, tuttavia, rientra in città, è giudice supremo delle cause civili, diventa giudice di Rossena e si riappacifica con Lucrezia Lombardi.
Pochi anni ancora, però, e la donna lo lasciò di nuovo, e per sempre, mentre lui era al servizio del cardinal Girolamo da Correggio a Roma - dove avrà poi alcuni relazioni sentimentali che gli daranno due figli: Ercole (riconosciuto nel 1580, quando è già vescovo in Calabria) e Plautilla.
Nel 1567, quando Rinaldo si trovava in Ancona, la Lombardi venne uccisa a Fabbrico e si sospettò che il delitto fosse stato organizzato dal marito: lui rigettò l'accusa sull'amante della donna, ma non c'erano abbastanza elementi per un'imputazione formale dell'uno o dell'altro, e l'omicidio restò impunito.
Di lì a poco (1568), colui che a vent'anni s'era avvicinato – con scritti e contatti – alla riforma luterana, prese i voti e assunse ruoli ecclesiastici sempre più alti: inquisitore apostolico, consultore dell'Inquisizione, esaminatore e giudice sinodale, referendario della Segnatura fino a quando, nell'agosto 1579, fu nominato vescovo di Strongoli.
Qui morì fra il 1580 e il 1582 – mancando una data certa, il periodo è desunto da atti notarili e amministrativi – e fu tumulato nella sagrestia della cattedrale.

## La memoria
A Correggio due istituzioni scolastiche sono intitolate a lui: il "Convitto Nazionale"e il "Liceo Statale", fino al Novecento un unicum, e fino al terremoto del 1996 ancora in un'unica sede, lo stesso edificio che da secoli ospita attività di istruzione ed educazione (tutt'oggi occupato dal Convitto).
La dedica al Còrso avvenne nel 1880, terzo centenario della scomparsa, perché i Correggesi vollero ricordare quell'illustre concittadino che, in uno dei molti testamenti, aveva scritto di destinare i propri averi – in assenza di discendenti – al sostegno degli studenti bravi ma non abbienti che avessero voluto frequentare l'università di Bologna; e di istituire, nella propria abitazione, un'Accademia dedicata allo studio di materie classiche e umanistiche. Volontà poi non eseguite per la nascita e il riconoscimento dei figli Ercole e Plautilla.

## Opere
- Dichiaratione sopra la Prima Parte delle Rime di Vittoria Colonna, (1542?)
- Dichiaratione sopra la Seconda Parte delle Rime della divina Vittoria Colonna, Bologna, 1543
- Fondamenti del parlar thoscano, Venezia, 1549
- Del modo di livellare le acque di Correggio e per irrigare le terre del Principato (perduta)
- Delle private Rappacificazioni, Correggio, 1555
- Dialogo del ballo, Venezia, 1555
- Tutte le rime della illustris. et eccellentiss. signora Vittoria Colonna Marchesana di Pescara, con la esposizione del signor Rinaldo Corso, Venezia, 1558
- Panthia, Bologna, 1560
- Vita di Giberto terzo di Correggio detto il Difensore, colla vita di Veronica Gambara, Ancona, 1566
- Gli Honori della casa di Correggio, Ancona, 1566
- Indagationum Iuris libri tres, Venezia, 1568
- Discorso a pittori, sopra l'honestà delle imagini (ante 1579)
- Declarationes et variae lectiones dissoltionesque ecc., 1585

### Traduzioni
- De Privata Reconciliatione liber qui pridem Ethruscus, nunc vero in lucem Latinus exit, Roma, 1563
- Le Pastorali canzoni di Vergilio, Ancona, 1564